# Dirck Bleker
Dirck Bleker (ca. 1621 - voor 1702) was een kunstschilder uit de Nederlandse Gouden Eeuw.

## Biografie
Dirck werd geboren in Haarlem, waarschijnlijk als zoon van Gerrit Bleker. Hij had drie zusters. Zijn zus Maria trouwde met de schilder Jacob Willemsz Kool. Dirck was lid van het Haarlemse Sint-Lucasgilde. Behalve van zijn vader heeft Dirck waarschijnlijk ook les gekregen van de Haarlemse schilder Pieter de Grebber. Van 1639 tot 1645 diende hij als musketier in het vierde korporaalschap van de schutterij. Vanaf 1649 woont hij in Amsterdam aan de Brouwersgracht en Keizersgracht, waar hij zich in 1652 laat inschrijven als poorter. In 1650 werkt hij aan het hof van Prins Willem II. Deze betaalde hem op 6 oktober 1650 1700 guldens voor een schilderij "De triomferende Venus". Het schilderij inspireerde Joost van den Vondel tot een 6-regelig gedicht. De verkoop aan Prins Willem II leverde Dirck bekendheid op binnen Amsterdam. Hij werd hierdoor regelmatig geraadpleegd bij de koop en verkoop van schilderijen. Ook een schilderij met Danaë was voor Vondel aanleiding tot een gedicht, opgedragen aan Lodewijk van Halteren van Jaersveld, Baljuw van Kennemerland. In 1652 staat Marie de la Motte model voor zijn schilderij "De Boetvaardige Maria Magdalena".
In 1658 erft hij samen met zijn zusters hofstede 'De Driesprongh' in Heemstede. Nadat hij deze in 1666 door financiële problemen gedwongen moet verkopen vertrekt hij naar Haarlem en (vanaf 1668) Amsterdam. Zijn laatste bekende verblijfplaats is Den Haag. Datum en plaats van overlijden zijn onbekend.

## Kunst
Dirck werd bekend als figuratief schilder van genrestukken, portretten, landschappen en ruiterstukken. Belangrijke werken:
- "De Boetvaardige Magdalena" - Rijksmuseum (Amsterdam)
- "Ontvoering van Europa" - Neue Galerie (Kassel)
- "Genezing van de vader van Tobias" - Nationaal Museum van Hongarije (Boedapest)

- Biografisch Portaal: 41601630
- RKD-Nederlands Instituut voor Kunstgeschiedenis: 8993
- Union List of Artist Names: 500028730
- Virtual International Authority File: 95859066